# Гималайский рыбный филин
Гималайский рыбный филин (лат. Ketupa flavipes) — вид хищных птиц из семейства совиных.

## Внешний вид
Масса тела 2,0—2,6 кг. Длина тела 63,5—67 см, крыла — 47 см, хвоста — 24,1-26,6 см, цевки — 9,6 см, ушных пучков — 8 см. Пальцы неоперённые. На пальцах шипики, помогающие удерживать мокрую рыбу. Третье-шестое маховые перья длиннее остальных, второе, наоборот, в два раза короче. Закруглённый хвост состоит из 12 коротких перьев, крайние перья на 2 см короче центральных. Верх желтовато-коричневый, с широкими чёрными полосами вниз от центра каждого пера. Желтовато-коричневый цвет на лопатках становится более бурым, с меньшим количеством чёрного на перьях. Маховые перья более чёрные, чем спина. Живот также тёмно-жёлтый, но на нём почти нет чёрного. Хвост темнее, чем всё тело, с пятью тёмными полосами, но кончик его светло-коричневый. Восковина и клюв синевато-чёрные, кончик клюва чёрный. Ноги сероватые. Когти жёлтые или чёрные. Радужина яркая оранжево-жёлтая. Самки немного больше самцов, в остальном разницы между полами нет.

## Образ жизни
Одинаково активен как ночью, так и днём. Питается в основном рыбой, а также крабами и мелкими грызунами: мышами, кротами, полёвками и крысами. Линька происходит один раз в году и продолжается с июня по октябрь.

## Размножение
Размножается с февраля по март (с декабря по февраль по другим источникам).

## Распространение
Гималайские рыбные филины обитают в Гималаях от Кашмира до Арунахал прадеш, в Северо-восточной Индии, северных регионах Непала, Бангладеш, Таиланде, в Китае до самого побережья Тихого океана. Предпочитает селиться в равнинных лесах неподалёку от источника воды.

## Применение
Череп этой птицы очень ценился из-за его применения в медицине как лекарства от оспы и особенно средства, смягчающего зуд во время лечения. Для этого голову растирали на камне с водой, которая впитывала порошок, а затем наносили получившуюся смесь на тело.